# Selvas del Río de Oro
Selvas del Río de Oro es una localidad argentina situada en el este de la provincia del Chaco, en el Libertador General San Martín. Depende administrativamente del municipio de La Eduvigis, de cuyo centro urbano dista unos 14 km, a pesar de que según el último censo Selvas del Río de Oro tiene más habitantes que La Eduvigis. Está ubicada a menos de 500 metros de la margen derecha del río de Oro. Cuenta con una delegación municipal de dicho municipio.
Nació como una estación de ferrocarril vinculada al emporio productivo del ingenio de Las Palmas del Chaco Austral.

## Historia
En 1887 los hermanos Hardy recibieron 60 mil hectáreas del Gobierno, en los cuales fundaron un ingenio denominado Las Palmas del Chaco Austral. Selvas del Río de Oro se hallaba dentro de estas tierras y nació como un cañaveral, aunque luego sustituiría este cultivo por el algodón. Los hermanos Hardy montaron una vía de ferrocarril que la comunicaba con Las Palmas, y también con un paraje cercano a General José de San Martín.

## Iglesia católica
La capilla de la localidad está dedicada a la Inmaculada Concepción de María; la comunidad  es parte de la parroquia de San Antonio de Padua, de General J. de San Martín. A partir de 1955, desde el centro parroquial, la comunidad fue atendida por los sacerdotes dehonianos: Carrara Julián (1955-57), Marella Carlos (1958), Serughetti Francisco (1959-62), Rossi Isaías (1963-65), Moraschetti Mario (1966-72), Marianni Guido (1973-75), Clerici Eufrasio (1976-78), Barbieri Juan (1979-80), Lovato Mario (1981-88), Palentini Marcelino (1989-1995), González Héctor (1996-99), D’Agostini Tarcisio (2000), Caccin José (2001), Durello Gervasio (desde 2002).

## Turismo
A través de un programa del INTA forma parte de la Comarca Bermejo, la cual incentiva el turismo rural. Hay un establecimiento con cría de yacarés y donde se pueden recorrer lagunas y cursos de agua.

## Vías de comunicación
La principal vía de comunicación es la ruta provincial 34, que la comunica al sur por un camino de 11 kilómetros con la ruta provincial 90, dicho tramo fue asfaltado en 2023. Desde allí accede a General José de San Martín al noroeste y al sudeste a la Ruta Nacional 11; la provincial 34 continúa terrada hasta la ruta nacional 16, y al norte alcanza la Ruta provincial 3. Otras vías importantes son la ruta provincial 35, que la vincula al sudoeste con La Eduvigis; la ruta provincial 37 que la comunica al este con La Leonesa; y la ruta provincial 48 que la enlaza con Pampa Almirón.

## Población
Cuenta con 607 habitantes (Indec, 2010), lo que representa un incremento del 20,7 % frente a los 502 habitantes (Indec, 2001) del censo anterior.
| Gráfica de evolución demográfica de Selvas del Río de Oro entre 1991 y 2010 |
|                                                                             |
| Fuente: Censos nacionales del INDEC                                         |